# Arthur Rook
Arthur Laurence Rook  (Bingham, 26 mei 1921 - Southwark, 30 september 1989) was een Brits ruiter, die gespecialiseerd was in eventing. Rook won met het Britse team de gouden medaille in de landenwedstrijd eventing tijdens de Olympische Zomerspelen 1956.

## Resultaten
- Olympische Zomerspelen 1952 in Helsinki uitgevallen individueel eventing met Starlight XV
- Olympische Zomerspelen 1952 in Helsinki uitgevallen landenwedstrijd eventing met Starlight XV
- Olympische Zomerspelen 1956 in Stockholm 6e individueel eventing met Wild Venture
- Olympische Zomerspelen 1956 in Stockholm  landenwedstrijd eventing met Wild Venture

1912: Nordlander, Adlercreutz, Casparsson,  Horn af Åminne ·
1920: Mörner, Lundström, von Braun,  Dyrsch ·
1924: Van der Voort van Zijp, Pahud de Mortanges, De Kruijff,  Colenbrander ·
1928: Pahud de Mortanges, De Kruijff, Van der Voort van Zijp ·
1932: Thomson, Chamberlin, Argo ·
1936: Stubbendorf, Lippert, von Wangenheim ·
1948: Henry, Anderson, Thomson ·
1952: von Blixen-Finecke, Stahre, Frölén ·
1956: Weldon, Rook, Hill ·
1960: Morgan, Lavis, Roycroft ·
1964: Checcoli, Angioni, Ravano ·
1968: Allhusen, Meade, Jones ·
1972: Meade, Gordon-Watson, Parker, Phillips ·
1976: Coffin, Plumb, Davidson, Tauskey ·
1980: Blinov, Salnikov, Volkov, Rogosjin ·
1984: Plumb, Stives, Fleischmann, Davidson ·
1988: Erhorn, Baumann, Kaspareit, Ehrenbrink ·
1992: Green, Rolton, Hoy, Ryan ·
1996: Schaeffer, Rolton, Hoy, Dutton ·
2000: Dutton, Hoy, Tinney, Ryan ·
2004: Boiteau, Lyard, Courrèges, Teulère, Touzaint ·
2008: Thomsen, Ostholt, Dibowski, Klimke, Romeike ·
2012: Auffarth, Jung, Klimke, Schrade, Thomsen ·
2016: Laghouag, Lemoine, Nicolas, Vallette ·
2020: Collett, McEwen, Townend ·
2024: Canter, Collett, McEwen